# Schlettereriella ingens
Schlettereriella ingens är en stekelart som först beskrevs av Günther Enderlein 1901.  Schlettereriella ingens ingår i släktet Schlettereriella och familjen bracksteklar. Inga underarter finns listade i Catalogue of Life.